# Sebastiane
Sebastiane és una pel·lícula britànica històrica del 1976 en llatí dirigida per Derek Jarman i Paul Humfress i escrita per Jarman, Humfress i James Whaley . Retrata els esdeveniments de la vida de Sant Sebastià, inclòs el seu icònic martiri mitjançant fletxes. La pel·lícula, dirigida a un públic gai, va ser controvertida per l'homoerotisme retratat entre els soldats i per dialogar completament en llatí. El títol de la pel·lícula és el cas vocatiu del nom llatí Sebastianus, corresponent a l'apòstrof de “Sebastià”, dirigit pels seus companys soldats.

## Trama
Al segle iii, Sebastià és membre de la guàrdia personal de l'emperador Dioclecià. Quan intenta intervenir per evitar que una de les catamites de l'Emperador sigui estrangulat per un dels seus guardaespatlles, Sebastià és exiliat a una guarnició costanera remota i reduït en rang a soldat. Encara que es creu que era un cristià primigeni, Sebastià és un adorador del déu romà del sol Febus Apol·lo i sublima el seu desig pels seus companys masculins en l'adoració de la seva deïtat i el seu pacifisme. Tots dos encensen Sever, el comandant de la guarnició, que s'obsessiona cada cop més amb Sebastià, intenta agredir-lo, i finalment presideix la seva execució sumaria per negar-se a prendre les armes en defensa de l'Imperi Romà. Justí, un dels seus companys d'armes, també està enamorat de Sebastià, encara que no necessàriament correspost, però fa amistat amb l'obstinat pacifista cèlib. L'Adrià i l'Antoni, dos dels companys soldats d'en Sebastian, són gais i, evidentment, estan enamorats l'un de l'altre.

## Repartiment
- Barney James com a Sever
- Neil Kennedy com a Màxim
- Leonardo Treviglio com a Sebastià
- Richard Warwick com a Justí
- Donald Dunham com a Claudi
- David Finbar com a Julià
- Ken Hicks com Adrià
- Lindsay Kemp com a ballarina
- Steffano Massari com Marius
- Janusz Romanov com Antoni
- Gerald Incandela com el nen lleopard
- Robert Medley com a emperador Dioclecià

Els convidats de l'emperador incloïen notables com Peter Hinwood, Nell Campbell i Patricia Quinn (tots de [[[The Rocky Horror Picture Show| Rocky Horror]] fama), Jordan, Philip Sayer, Charlotte Barnes, Nicholas de Jongh, Duggie Fields, Christopher Hobbs, Andrew Logan i Johnny Rozsa.

## Recepció
Margaret Walters, autora de The Nude Male, va comentar que Sebastiane, "on els nus masculins en diverses etapes d'èxtasi llegeixen positivament la pantalla", estava "dirigit amb èxit a un públic homosexual molt especialitzat."

## Mitjans domèstics
La pel·lícula es va estrenar en DVD al Regne Unit i als Estats Units. Un disc Blu-ray va ser llançat als EUA el 7 d'agost de 2012.

## Llegat
La pel·lícula dona nom al Premi Sebastiane, que es fa a la pel·lícula que millor tracta els valors de gais, lesbianes, transsexuals i bisexuals en el Festival de Cinema de Sant Sebastià.

## Enllaços exterms
- Tràiler de la pel·lícula a YouTube